# Hydrolea spinosa
Espèce
Synonymes
Selon Tropicos (08 mai 2022) :
- Campanula americana var. hirsuta Houst. ex Sw.
- Hydrolea cervantesii Brand
- Hydrolea cervantesii var. maior Brand
- Hydrolea glabra Choisy
- Hydrolea trigyna Sw.
- Nama spinosa (L.) Kuntze
- Reichelia guianensis Spreng.
- Reichelia palustris Billb. ex Beurl.
- Sagonea palustris Aubl. - Basionyme

Selon GBIF (08 mai 2022) :
- Ascleia mexicana Raf.
- Campanula americana var. hirsuta Houst.
- Campanula americana var. hirsuta Houst. ex Sw.
- Ernstamra herbacea (Choisy) Kuntze
- Hydrolea azurea Linden
- Hydrolea capsularis (L.) Druce
- Hydrolea elegans A.W.Benn.
- Hydrolea extraaxillaris Morren
- Hydrolea glabra Choisy
- Hydrolea megapotamica Spreng.
- Hydrolea ovata var. parvifolia D.L.Nash
- Hydrolea paludosa A.W.Benn.
- Hydrolea spinosa f. glabra Brand
- Hydrolea spinosa f. glabrispina Brand
- Hydrolea spinosa f. latifolia Brand
- Hydrolea spinosa f. longifolia Brand
- Hydrolea spinosa f. purpurascens Brand
- Hydrolea spinosa f. trigyna (Sw.) Voss
- Hydrolea spinosa f. vulgaris Brand
- Hydrolea spinosa var. elliptica Miq.
- Hydrolea spinosa var. euspinosa Brand
- Hydrolea spinosa var. glabra Mart.
- Hydrolea spinosa var. glabra Mart. ex A.W.Benn.
- Hydrolea spinosa var. inermis Spruce
- Hydrolea spinosa var. inermis Spruce ex A.W.Benn.
- Hydrolea spinosa var. megapotamica (Spreng.) Brand
- Hydrolea spinosa var. paludosa (A.W.Benn.) Brand
- Hydrolea tetraginia Sessé
- Hydrolea tetragyna Pav.
- Hydrolea tetragyna Pav. ex Brand
- Hydrolea trigyna Sw.
- Lycium capsulare L.
- Nama elegans (A.W.Benn.) Kuntze
- Nama extraaxillaris (Morren) Kuntze
- Nama megapotamica (Spreng.) Kuntze
- Nama paludosa (A.W.Benn.) Kuntze
- Nama spinosa (L.) Kuntze
- Reichelia palustris Billb.
- Reichelia palustris Billb. ex Beurl.
- Wigandia herbacea Choisy

Hydrolea spinosa est une espèce d'herbacée ou de sous-arbrisseau appartenant à la famille des Hydroleaceae.
On l'appelle Carqueja au Brésil, Dadangkak, Jeruju en Indonésie.

## Description
Hydrolea spinosa est une herbacée ou un sous-arbrisseau épineux, à fleurs bleues, haut de 1-2 m, dressés ou décombant, plus ou moins ramifiés.
Il porte à l'aisselle des feuilles, des épines, longues de 12-25 mm, généralement pubescentes glanduleuses.
Les tiges sont de couleur verte, brune ou violette, pubescentes à hispides-hirsutes, parfois glabres, généralement densément couverts de courts trichomes glanduleux.
Les feuilles sont longues de 1 à 12 cm pour 2-30 mm de large, de forme ovales à lancéolées, parfois linéaires, à apex acuminés à aigu, à base en coin à aiguë, pubérulente à hispide-hirsute, avec ou sans trichomes glanduleux.
On compte (0-)1-2 épines par nœud, longues de 4-30 mm pour 0,4-2 mm de large.
Les marges sont entières ou dentelées, souvent ondulées.
Les inflorescences sont des corymbes ou des panicules terminaux ou épars, sur des axes à feuilles étroites, ou largement ramifiés ou groupés à l'extrêmité des branches.
Les fleurs sont pédicellées.
Les sépales sont lancéolés, aigüs, longs de 6-14 mm pour 1,5 à 3,5 mm de large, pubérulent à hispide-hirsute, avec des trichomes glanduleux.
La corolle est bleue (rarement blanche), avec les pétales long de 5-17 mm pour 2-12 mm de large.
L'ovaire est pubérulent (généralement avec une pubescente glanduleuse sur la moitié supérieure), avec le placentas disposé sur la cloison.
On compte généralement 2 styles longs de 2-4.1.5-13 mm, pubescents glanduleux à leurs bases.
Le fruit est une capsule globuleuse à ovoïde, longue de 3,5 à 8 mm pour 3-7 mm de large, pubérulente ou glandulaire-pubescent sur sa moitié supérieure, et s'ouvrant plus ou moins régulièrement.
Les graines sont de forme ovoïdes à cylindrique, symétrique, longues de 0,4-0,7 mm pour 0,2-0,3 mm de large, avec des crêtes longitudinales, et des réticulations se rétrécissant aux articulations (articulations avec ou sans papules).
Hydrolea spinosa compte n = 10 chromosomes,,.

### taxon infra-spécifiques
Hydrolea spinosa a longtemps été décrite comme une espèce extrêmement variable, notamment au niveau de la pubescence, des épines, de la forme et la taille des feuilles, ou de ses capsules triloculaires plutôt que biloculaires.
Certains ont justifié ainsi l'existence de taxons infraspécifiques :
- Hydrolea spinosa var. cervantesii (Brand) L.J.Davenp. & Pool
- Hydrolea spinosa var. maior (Brand) L.J.Davenp.
- Hydrolea spinosa var. paraguayensis (Chodat) L.J.Davenp.
- Hydrolea spinosa var. spinosa L.

Une grande partie de ces variations semble liée aux conditions environnementales locales.
Cependant, les spécimens d'Amérique centrale sont généralement les plus épineux et les plus visqueux, avec des inflorescences plus compactes et plus compactes et des parties de fleurs plus petites.
Au contraire, les spécimens du sud-est de l'Amérique du Sud portent moins d'épines (ou pas du tout), des inflorescences plus largement ramifiées, des parties de fleurs plus grandes et sont moins visqueuses.

## Répartition
Hydrolea spinosa est présent en Amérique centrale depuis le Mexique, en passant par les Antilles, jusqu'à la Colombie, le Venezuela, le Guyana, le Suriname, la Guyane, l'Équateur, le Pérou, le Brésil, la Bolivie, le Paraguay, et l'Uruguay.
- Hydrolea spinosa L. var. spinosa est largement réparti du Texas à l'Argentine.
- Hydrolea spinosa var. paraguayensis (Chodat) Davenport est limité au bassin Rio Paraguay-Rio Paraná du Paraguay et de l'Argentine, et aux régions voisines du Brésil et de l'Uruguay.
- Hydrolea spinosa var. maior (Brand) Davenport est limité au versant Pacifique du Mexique et du Guatemala[6].

## Écologie
Hydrolea spinosa pousse dans les zones perturbées, le long des ruisseaux, des rivières, des lagunes, et des savanes humides, autour de 0–500 m au Venezuela
- Hydrolea spinosa L. var. spinosa fleurit toute l'année.
- Hydrolea spinosa var. paraguayensis (Chodat) Davenport fleurit de décembre à mars.
- Hydrolea spinosa var. maior (Brand) Davenport fleurit d'octobre à mars[6].

## Utilisations
Les feuilles amères d’Hydrolea spinosa sont employées en décoctions au Brésil comme toniques. La poudre de feuilles est donnée aux vaches pour augmenter la production de lait,,,.
L'extrait de Hydrolea spinosa présente des activités anti-oxydantes, et antibactériennes,,.

## Protologue

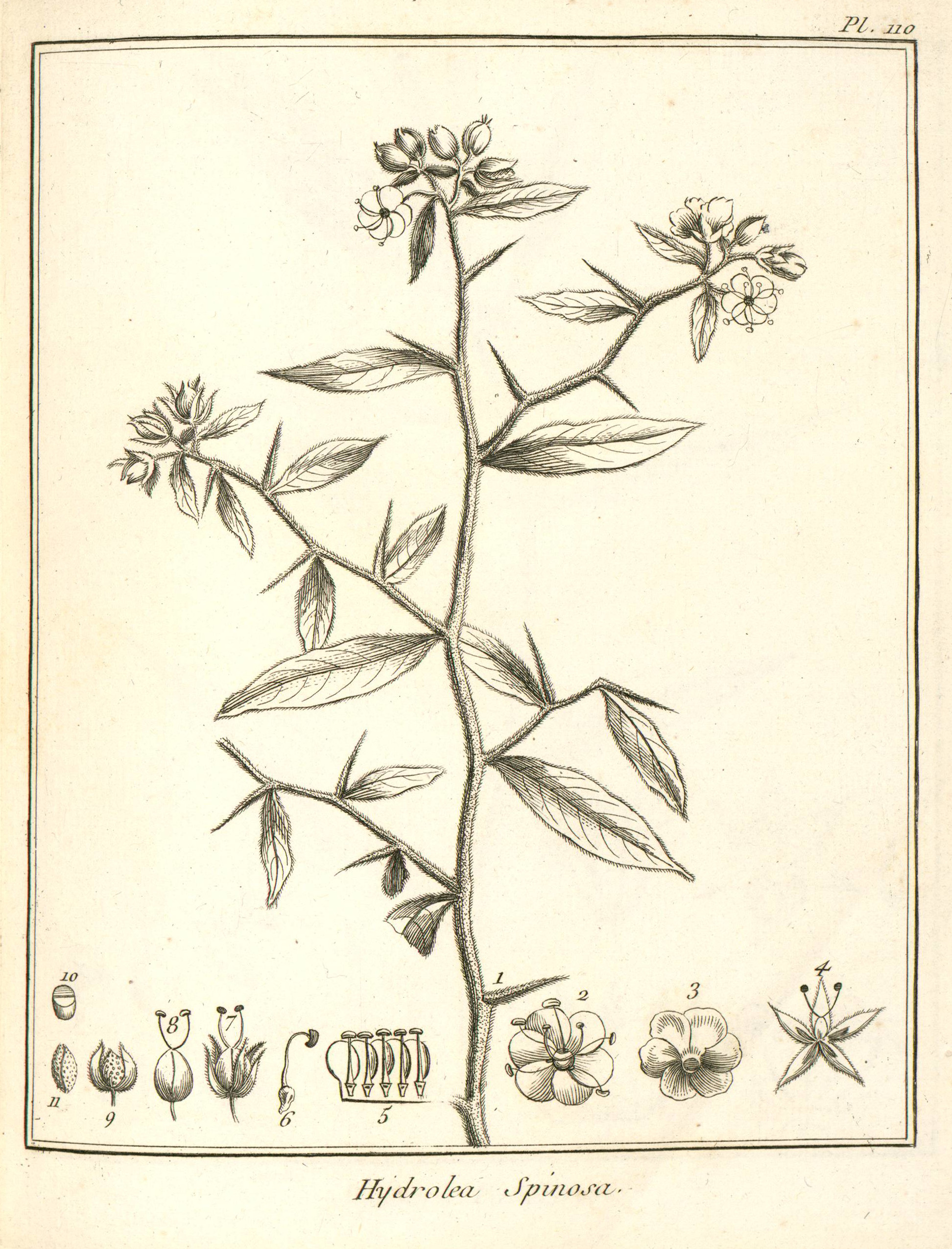
Hydrolea spinosa par Aublet (1775).
Planche 110 : 1. Épine. - 2. Corolle épanouie vue en deſſus. - 3. Corolle vue en deſſous. - 4. Calice. Piſtil. - 5. Corolle ouverte. Étamines. - 6. Étamine ſéparée. - 7. Capſule dans le calice. Deux ſtyles avec leurs ſtigmates. - 8. Capſule ſéparée. - 9. Capſule ouverte en deux valves. - 10. Capſule coupée en travers. - 11. Placenta chargé de ſemences.

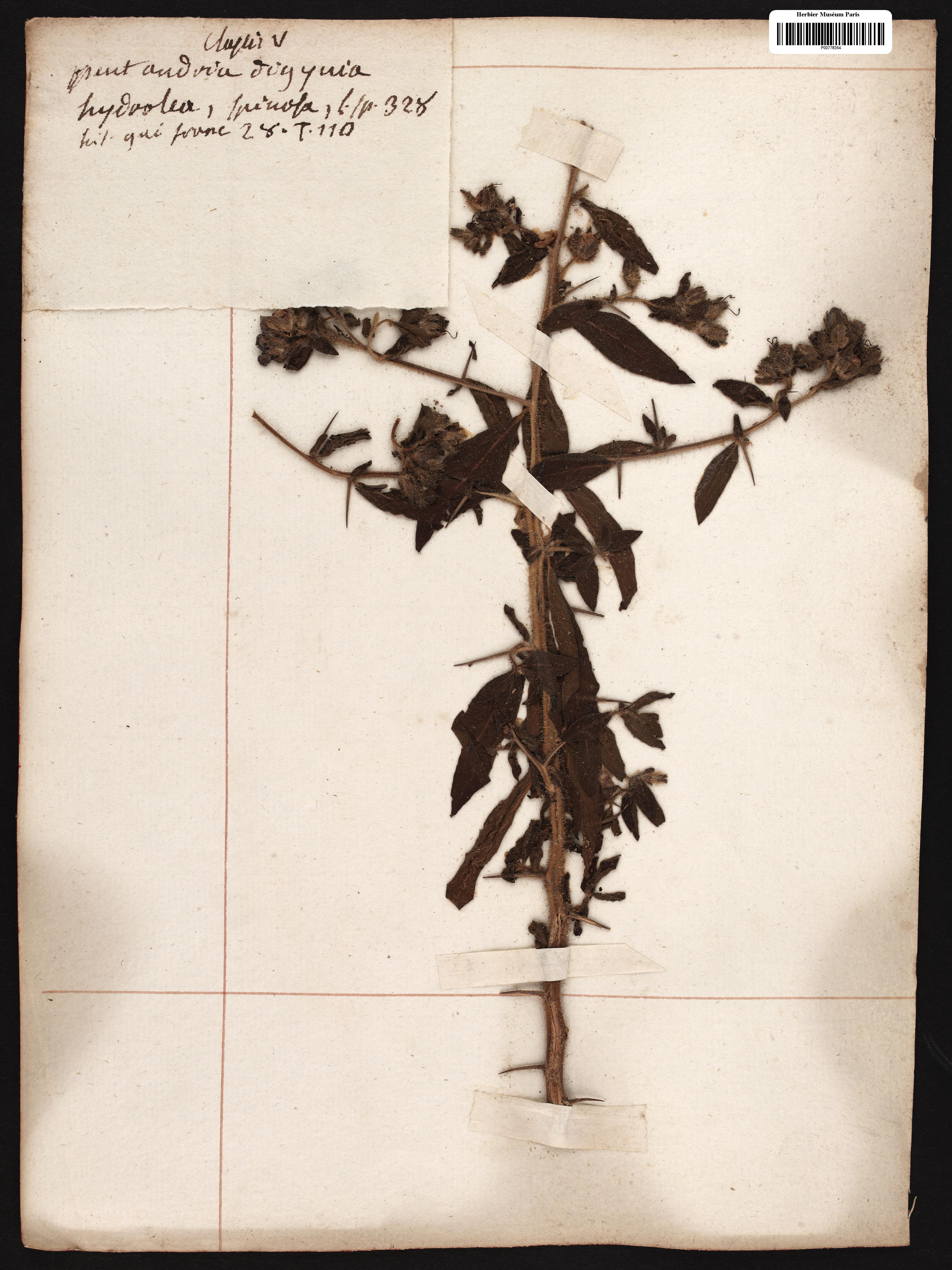
échantillon collecté par Aublet en Guyane

En 1775, le botaniste Aublet qui le premier décrivit Hydrolea spinosa var. spinosa sous le nom de spinosa guianensis, en proposa le protologue suivant: 

« HYDROLEA (ſpinoſa). Lin. Spec, 328. (Tabula 110.)
Planta lacuſtris ſeu paluſtris ſpinoſa. Lœfl. It. pag. 399.
Fruticulus, caulem unum aut plures, tripedales, rectos, ramoſos, lignoſos, tomento viſcoſo obductos, è radice fibroſa emitcens. Folia alterna, ſubſeſſilia, lanceolata, integerrima, pubeſcentia, viſcoſo. Spinæ axillares, ſubulatæ, rectæ, patentes. Flores corymboſi, congeſti, terminales; ſinguli ad baſini ſquamulâ ſubfoliaceâ muniti. Corolla cærulea.
CAL. Perianthium monophyllum, quinquepartitum ; laciniis inæqualibus, oblongis, acutis. 
COR. monopetala, receptaculo piſtilli inſerta ; tubus breviſſimus ; limbus amplus, patens, quinque & quandoque ſex-fidus; lobis ſub-rotundis, imbricatis.
STAM. Filamenta quinque vel ſex, tubo corollæ inferta, baſi craſſiora, cordata, corollâ longiora, apice incurva. Antheræ oblongæ, nutantes, biloculares.
PIST. Germen ſubrotundum, lincâ utrinque notatum. Styli duo, oblongi, introrſum curvi. Stigmata obcura.
PER. Capsula ovata, bilocularis, bivalvis.
SEM. numeroſa, minutiſſima, duplici placentæ ſepti medii utrinque affixa & imbricata.
Tota planta guſtu amarilLma.
Floret variis anni temporibus.
Habitat in locis paludoſis Guiaæ: & inſulæ Caiennæ.

LA COUTARDE épineuſe. (Tabula 110.)
Cette plante a une racine ligneuſe, rameuſe & fibreuſe, de laquelle s'élève une tige ſimple, haute de trois pieds. Elle pouſſe de diſtance en diſtance, & à l'aiſſelle d'une feuille, de petits rameaux alternes, qui ſe portent en différents ſens. Elle eſt couverte d'un duvet viſqueux. La tige & ſes rameaux ſont garnis de feuilles alternes, ſeſſiles, longues, étroites, pointues, vertes, couvertes d'un duvet gluant. Les plus grandes feuilles ont deux pouces & demi de long, ſur ſix à ſept lignes & large. De l'aiſſelle de chaque feuille fort une épine roide, fort aiguë & viſqueuſe ; les plus longues ont huit lignes de longueur plus ou moins. A l'extrémité des rameaux naiſſent de gros bouquets de fleurs bleues. Chaque fleur porte à la baſe de ſon pédoncule une foliole. Le calice eſt d'une ſeule pièce diviſée profondément en cinq parties inégales, vertes, velues, gluantes, étroites & aiguës. La corolle eſt monopétale, bleue, attachée au deſſous de l'ovaire. Son tube eſt court : ſon pavillon eſt évaſé, partage en cinq ou ſix lobes larges, arrondis, qui ſe recouvrent en partie par un de leurs côtes. 
Les étamines ſont au nombre de cinq ou ſix, attachées au bas des diviſions de la corolle, a la paroi interne du tube. Leur filet eſt large, concave, membraneux par le bas, & comme taille en forme de cœur ; le reſte du filet eſt grêle, bleu & courbe. L'anthère eſt pendante, jaune, à deux bourſes. 
Le piſtil eſt un ovaire ovoïde, marqué de deux lignes de chaque cote. Il eſt ſurmonté de deux styles bleus, un peu courbes en dedans, terminés chacun par un stigmate obtus. 
L'ovaire devient une capsule ſèche, verte, viſqueuſe, mince> recouverte par le calice qui ſubſiſte. Elle eſt à deux loges ſéparées par une membrane très mince, donc les deux races forment un double placenta tout couvert de semences menues, brunes ; elle s'ouvre en deux valves de la pointe à la baſe. 
Cette plante eſt vivace. Toutes ſes parties ſont fort amères. Elle eſt en fleur dans preſque tous les mois de l'année. 
Elle croît dans les lieux humides & marécageux, & aux bords des ruiſſeaux dans l'île de Caïenne, ou elle ſe fait remarquer par la belle couleur bleue de ſes fleurs. 
J'ai vu ſortir de la même racine pluſieurs tiges qui formoient des buiſſons épais. »

— Fusée-Aublet, 1775.

## Galerie

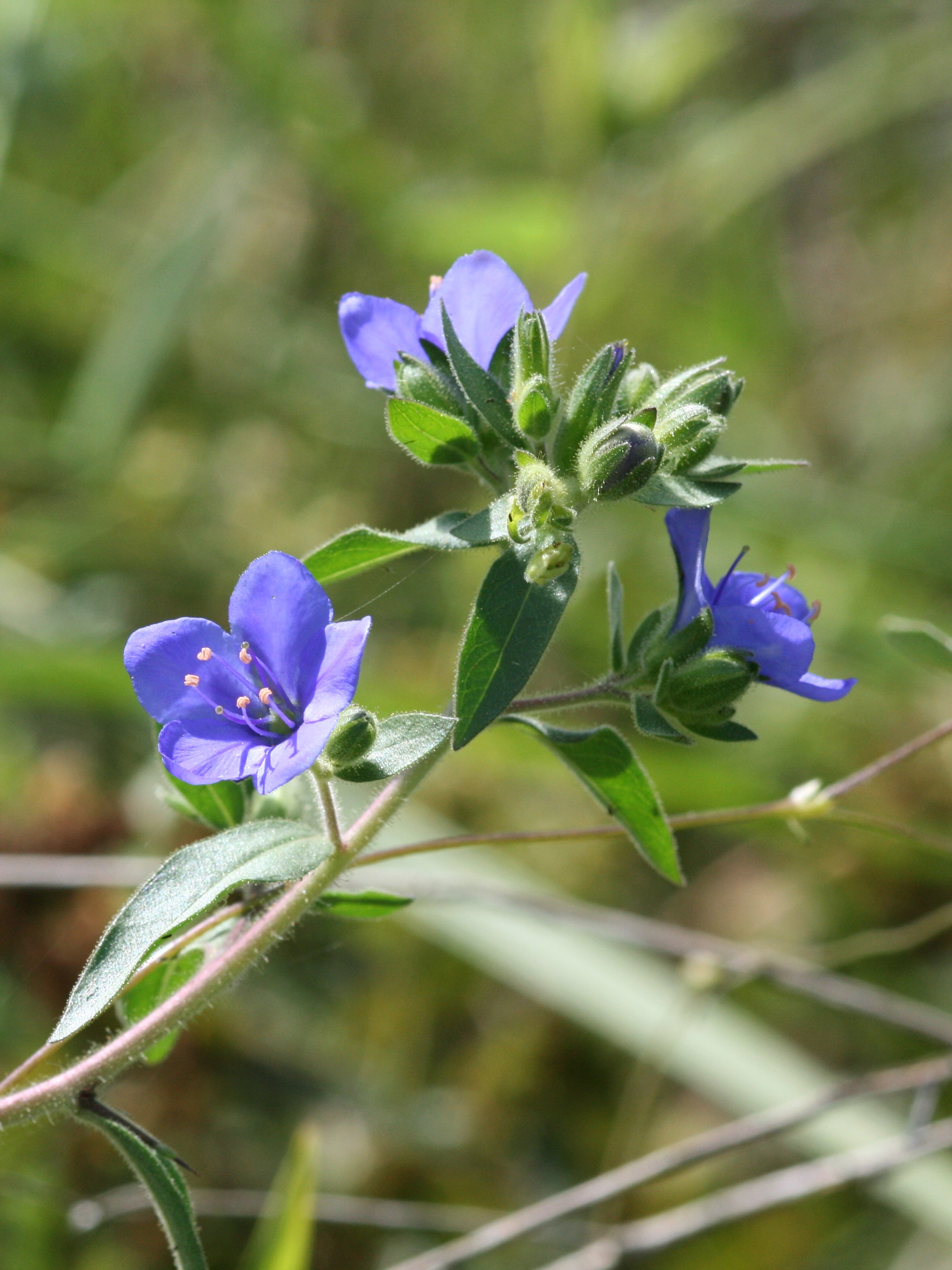
Hydrolea spinosa
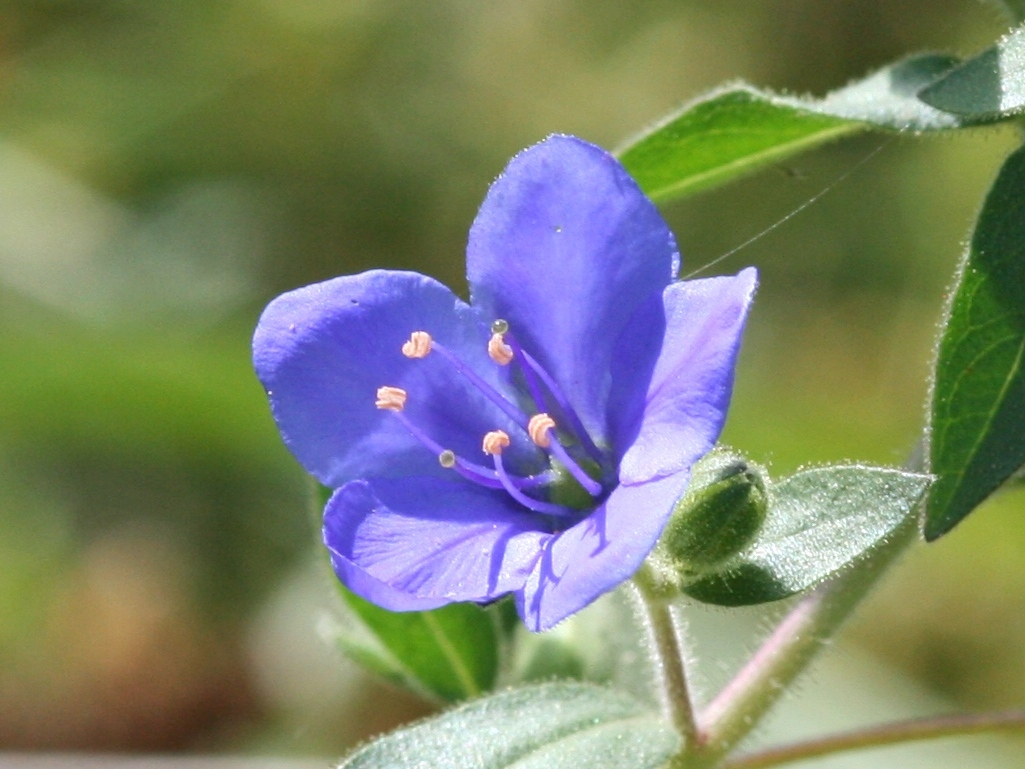
Hydrolea spinosa
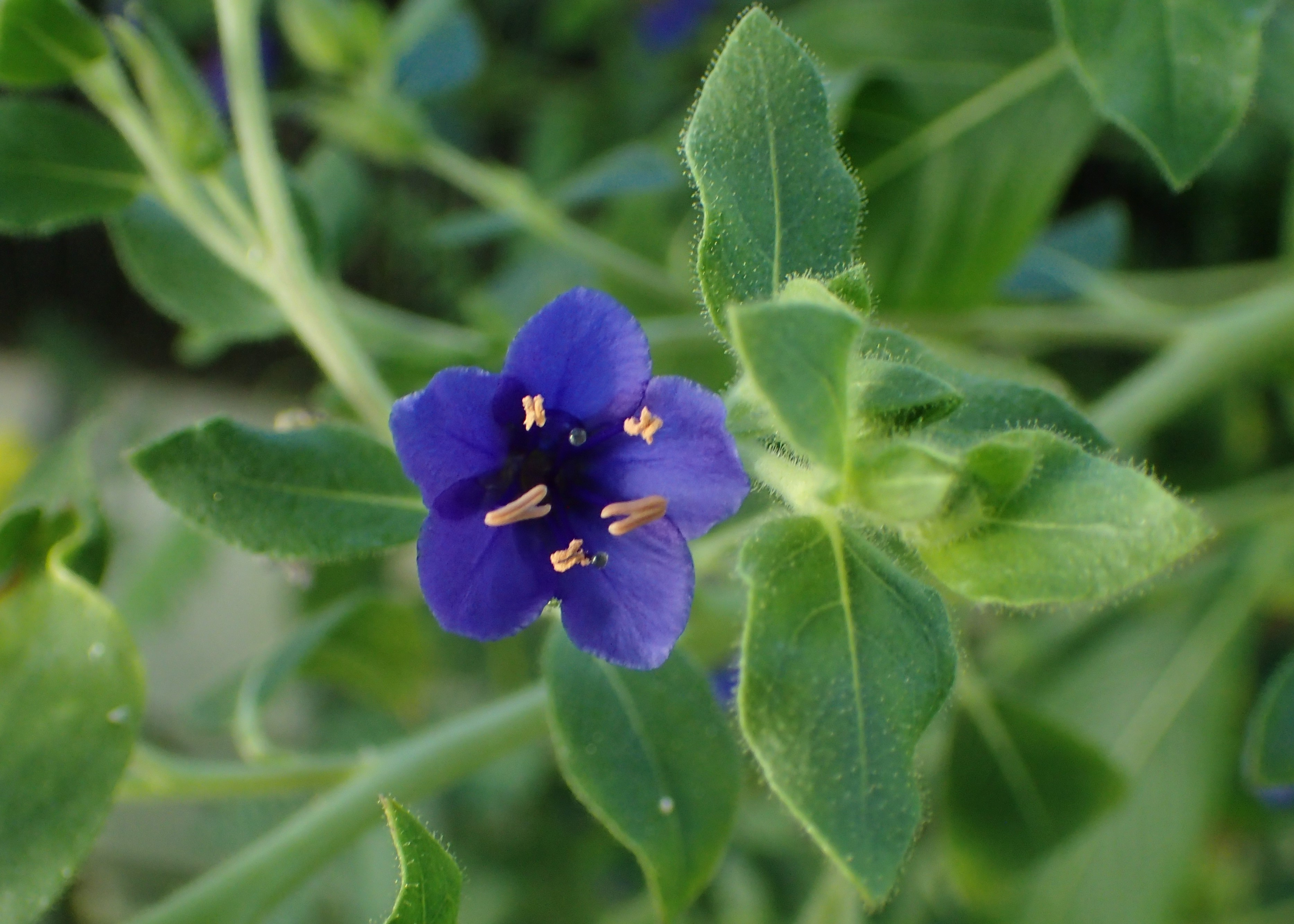
Hydrolea spinosa
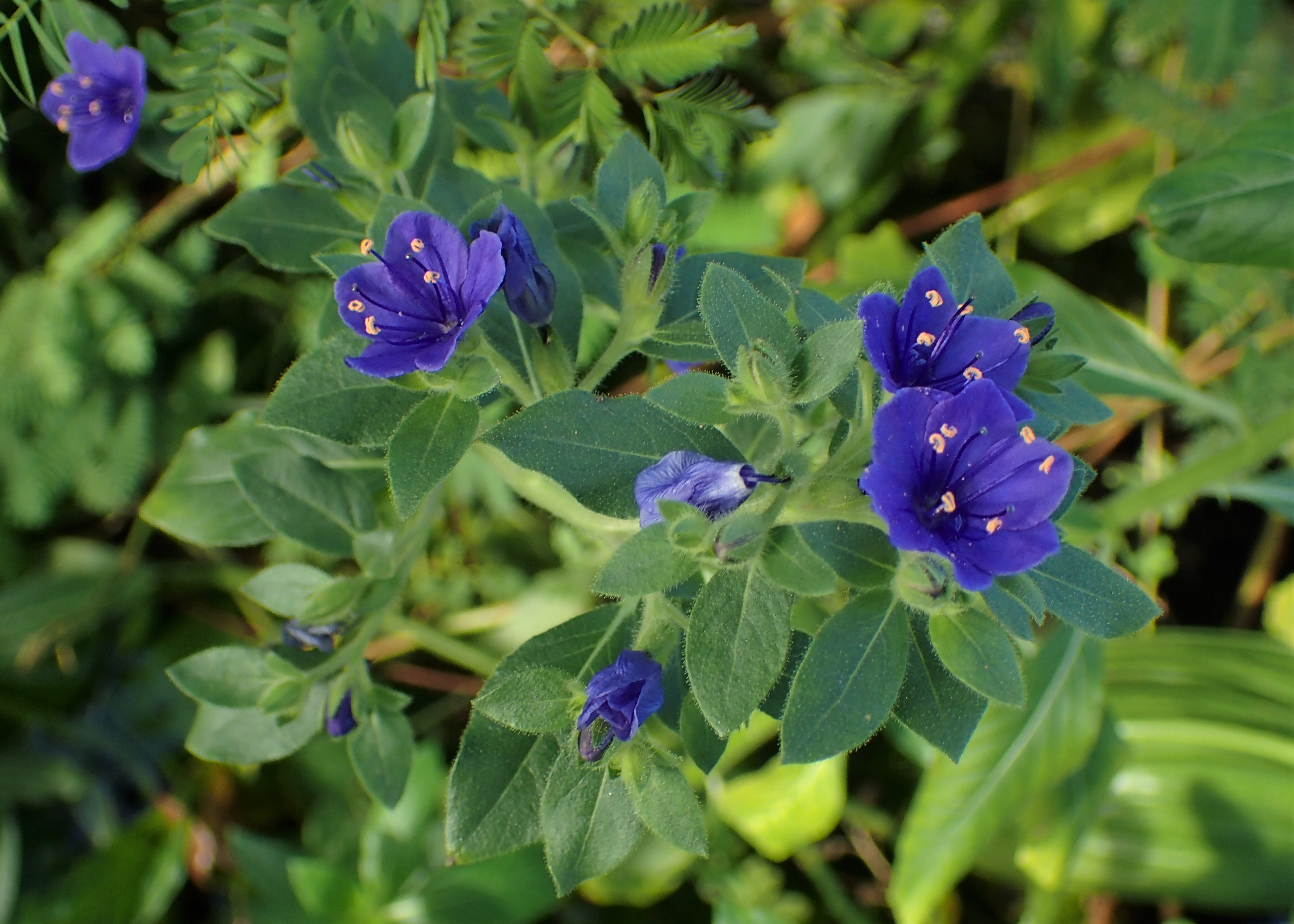
Hydrolea spinosa
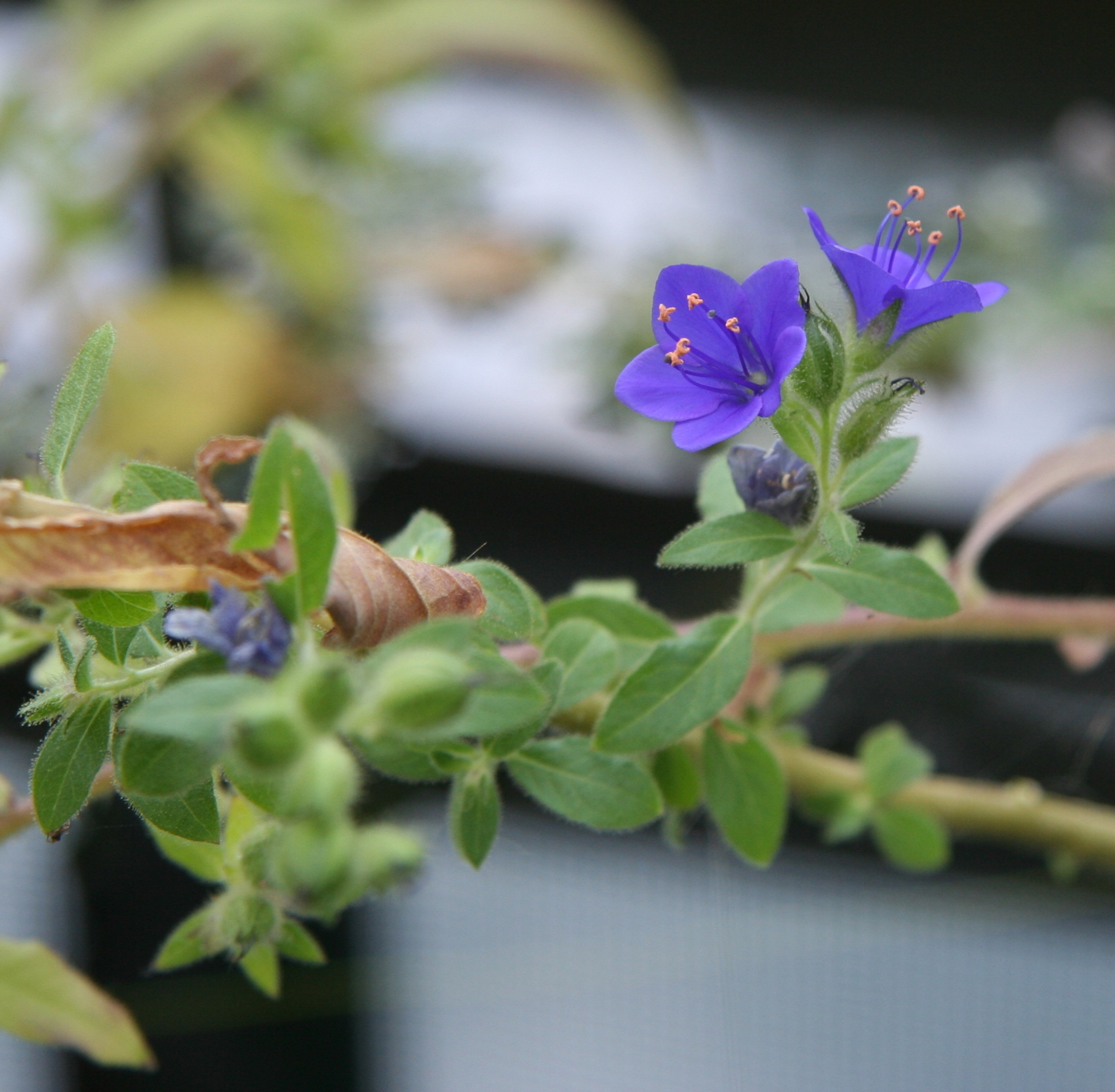
Hydrolea spinosa